# Кубок Косова з футболу 2023—2024
Кубок Косова з футболу 2023–2024 — 16-й розіграш кубкового футбольного турніру в Косово після проголошення незалежності. Титул вперше здобула команда «Балкані».

## Календар
| Раунд            | Дата              | Матчі | Клуби   |
| ---------------- | ----------------- | ----- | ------- |
| Попередній раунд | 22 листопада 2023 | 2     | 34 → 32 |
| 1/16 фіналу      | 5–8 грудня 2023   | 16    | 32 → 16 |
| 1/8 фіналу       | 3–4 лютого 2024   | 8     | 16 → 8  |
| 1/4 фіналу       | 6–7 березня 2024  | 4     | 8 → 4   |
| 1/2 фіналу       | 3–17 квітня 2024  | 4     | 4 → 2   |
| Фінал            | 22 травня 2024    | 1     | 2 → 1   |

## 1/8 фіналу
| Команда 1     | Рахунок      | Команда 2            |
| ------------- | ------------ | -------------------- |
| 3 лютого 2024 |              |                      |
| Г'їлані       | 0:0 пен. 1:4 | Приштина             |
| Вйоса (2)     | 4:1          | 2 Корріку (2)        |
| Феронікелі    | 1:3          | Малішево             |
| Сухарека (2)  | 3:1          | Приштина е Ре (2)    |
| 4 лютого 2024 |              |                      |
| Трепча'89 (2) | 4:3 дч       | Ллапі                |
| Дріта         | 3:0          | Ріліндья 1974 (2)    |
| Балкані       | 1:0          | Веллажнімі (2)       |
| Дукаджині     | 1:0          | Динамо (Ферізай) (2) |

## 1/4 фіналу
| Команда 1      | Рахунок      | Команда 2     |
| -------------- | ------------ | ------------- |
| 6 березня 2024 |              |               |
| Дукаджині      | 0:0 пен. 0:1 | Дріта         |
| Приштина       | 5:1          | Трепча'89 (2) |
| 7 березня 2024 |              |               |
| Вйоса (2)      | 0:1          | Сухарека (2)  |
| Малішево       | 0:3          | Балкані       |

## 1/2 фіналу
| Команда 1          | Заг. | Команда 2 | 1-й матч | 2-й матч |
| ------------------ | ---- | --------- | -------- | -------- |
| 3 – 17 квітня 2024 |      |           |          |          |
| Сухарека (2)       | 0–3  | Балкані   | 0–1      | 2–2      |
| Приштина           | 1–0  | Дріта     | 0–0      | 1–0 дч   |

## Фінал
| Команда 1      | Рахунок      | Команда 2 |
| -------------- | ------------ | --------- |
| 22 травня 2024 |              |           |
| Балкані        | 2:2 пен. 4:2 | Приштина  |